# 145P/Shoemaker-Levy
Pour les articles homonymes, voir Comète Shoemaker-Levy.
La comète Shoemaker-Levy 5, officiellement 145P/Shoemaker-Levy, est une comète périodique du Système solaire, découverte le 2 octobre 1991 par David H. Levy, Carolyn S. Shoemaker et Eugene M. Shoemaker à l'observatoire Palomar en Californie.